# St. Petrus (Eltze)

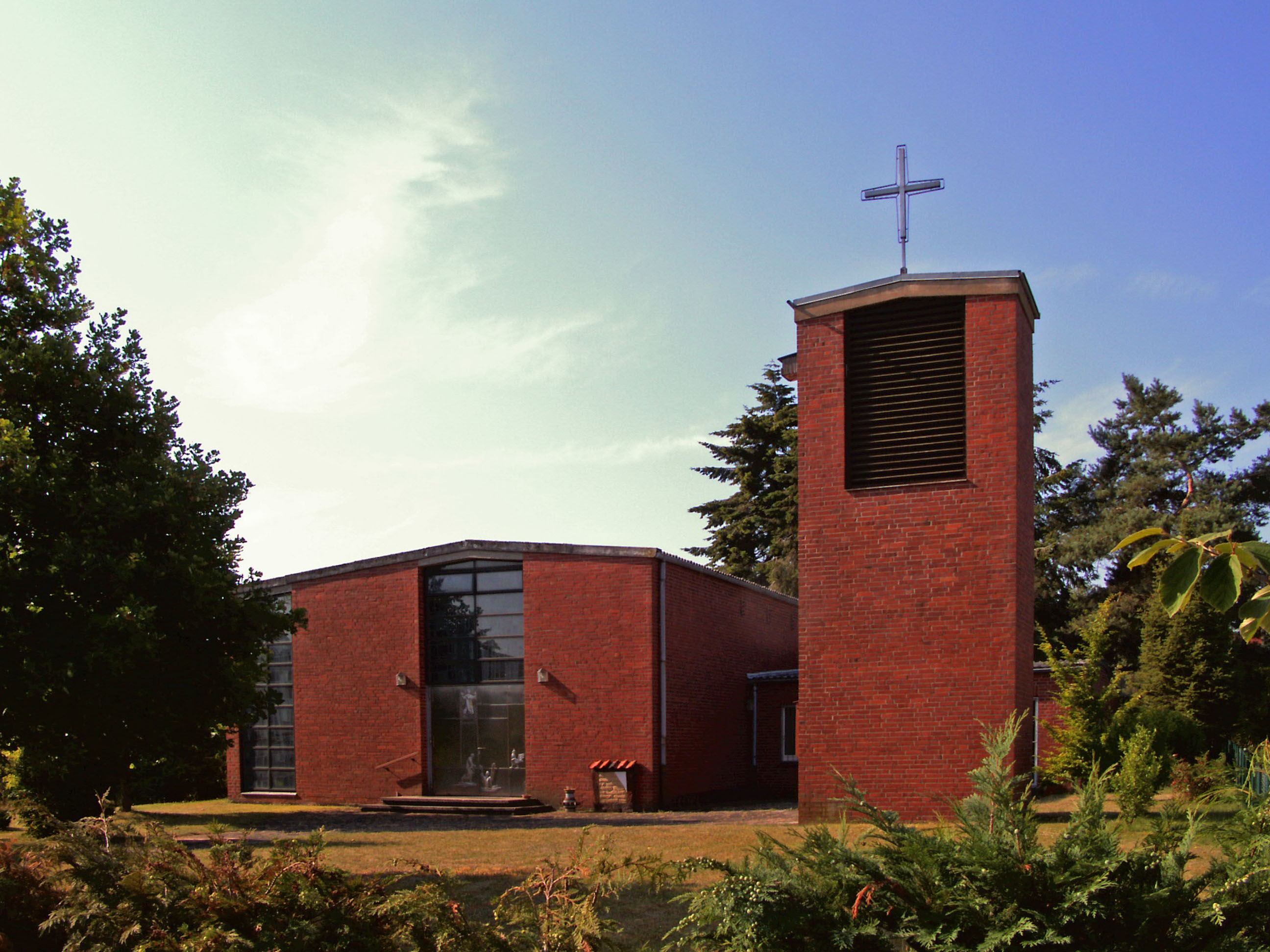
Ehemalige St.-Petrus-Kirche (2013)

Die Kirche St. Petrus war die katholische Kirche in Eltze, einem Ortsteil der Gemeinde Uetze in der Region Hannover (Niedersachsen). Sie gehörte zuletzt zur Pfarrgemeinde Corpus Christi mit Sitz in Edemissen, im Dekanat Peine des Bistums Hildesheim. Die Kirche war benannt nach dem heiligen Simon Petrus und befand sich in der Breslauer Straße 20. Heute befindet sich die nächstgelegene katholische Kirche fünf Kilometer entfernt in Uetze. 

## Geschichte
Nachdem sich in Folge des Zweiten Weltkriegs auch im seit der Reformation evangelischen Eltze katholische Flüchtlinge und Heimatvertriebene niedergelassen hatten, fanden zunächst katholische Gottesdienste in der evangelischen Kirche statt.
1959 wurde die St.-Petrus-Kirche errichtet, am 15. November des gleichen Jahres erfolgte ihre Benediktion. Priester der Kirchengemeinden Corpus Christi in Edemissen oder Hl. Engel in Peine hielten die Gottesdienste. Im November 1999 fand in ihr die letzte Heilige Messe statt. Das Kirchengebäude wurde verkauft und zum 1. Januar 2000 vom Heimatverein Eltze übernommen. Er unterhält darin seit dem Jahr 2000 ein Heimatmuseum mit einer Sammlung zur Ortsgeschichte.

## Architektur und Ausstattung
Die Kirche wurde nach Plänen des Paderborner Architekten Lipsmeier erbaut und befand sich in rund 54 Meter Höhe über dem Meeresspiegel. Zu ihr gehört ein freistehender Glockenturm, er wird von einem Kreuz bekrönt und verfügt über zwei Glocken. Die Eingangstür der Kirche zeigt Darstellungen aus dem Leben des heiligen Petrus.
Die äußere Gestalt des Kirchengebäudes ist auch nach seiner Profanierung fast unverändert geblieben. Eine der Glocken wird auch heute noch geläutet, wenn im Ort ein katholischer Einwohner gestorben ist.